# 大屯镇 (深州市)
大屯镇，是中华人民共和国河北省衡水市深州市下辖的一个乡镇级行政单位。

## 行政区划
大屯镇下辖以下地区：
后屯村、陈家口村、北麦洼村、张家屯村、赵家屯村、潘家村、骆村、大屯村、祁刘村、丁家庵村、半壁店村、西高家村、北土路口村、琅窝村、孤城村、耿家庄村、南麦洼村、北护驾庄村、南护驾庄村、北尚家庄村、辛兴庄村和种家湾村。